# Collegio uninominale Emilia-Romagna - 11 (2020)
Il collegio elettorale uninominale Emilia-Romagna - 11 è un collegio elettorale uninominale della Repubblica Italiana per l'elezione della Camera dei deputati.

## Territorio
Come previsto dalla legge n. 51 del 27 maggio 2019, il collegio è stato definito tramite decreto legislativo all'interno della circoscrizione Emilia-Romagna.
È formato dal territorio dell'intera provincia di Rimini (27 comuni).
Il collegio è parte del collegio plurinominale Emilia-Romagna - 03.

## Eletti
| Elezione | Elezione | Deputato       | Partito |
| -------- | -------- | -------------- | ------- |
|          | 2022     | Jacopo Morrone | Lega    |

## Dati elettorali

### XIX legislatura
Come previsto dalla legge elettorale, 147 deputati sono eletti con sistema a maggioranza relativa in altrettanti collegi uninominali a turno unico.
| Candidati                                 | Candidati                     | Voti    | %     | Liste                                                | Voti    | %     |
| ----------------------------------------- | ----------------------------- | ------- | ----- | ---------------------------------------------------- | ------- | ----- |
|                                           | Jacopo Morrone ✔️ Eletto      | 73 940  | 42,96 | Fratelli d'Italia                                    | 48 034  | 27,91 |
| Lega per Salvini Premier                  | Jacopo Morrone ✔️ Eletto      | 73 940  | 42,96 | 13 265                                               | 7,71    |       |
| Forza Italia                              | Jacopo Morrone ✔️ Eletto      | 73 940  | 42,96 | 11 371                                               | 6,61    |       |
| Noi moderati/Lupi - Toti - Brugnaro - UDC | Jacopo Morrone ✔️ Eletto      | 73 940  | 42,96 | 1 270                                                | 0,74    |       |
|                                           | Andrea Gnassi                 | 59 884  | 34,79 | Partito Democratico-IDP                              | 48 584  | 28,23 |
| Alleanza Verdi e Sinistra                 | Andrea Gnassi                 | 59 884  | 34,79 | 6 337                                                | 3,68    |       |
| +Europa                                   | Andrea Gnassi                 | 59 884  | 34,79 | 4 326                                                | 2,51    |       |
| Impegno Civico - Centro Democratico       | Andrea Gnassi                 | 59 884  | 34,79 | 637                                                  | 0,37    |       |
|                                           | Mariano Gennari               | 15 464  | 8,98  | Movimento 5 Stelle                                   | 15 464  | 8,98  |
|                                           | Alessandro Francesco Petrillo | 9 705   | 5,64  | Azione - Italia Viva - Calenda                       | 9 705   | 5,64  |
|                                           | Giammaria Zanzini             | 4 300   | 2,50  | Italexit                                             | 4 300   | 2,50  |
|                                           | Gianluca Ottaviano            | 3 379   | 1,96  | Vita                                                 | 3 379   | 1,96  |
|                                           | Carmela Giuditta Celestre     | 2 401   | 1,39  | Italia Sovrana e Popolare                            | 2 401   | 1,39  |
|                                           | Guido Mascioli                | 1 762   | 1,02  | Unione Popolare                                      | 1 762   | 1,02  |
|                                           | Alice Delicati                | 1 025   | 0,60  | Partito Animalista Italiano – UCDL – 10 Volte Meglio | 1 025   | 0,60  |
|                                           | Elena Roveri                  | 156     | 0,09  | Sud chiama Nord                                      | 156     | 0,09  |
|                                           | Patrizio Maraldi              | 106     | 0,06  | Noi di Centro – Europeisti                           | 106     | 0,06  |
| Totale                                    | Totale                        | 172 122 | 100   |                                                      | 172 122 | 100   |
|                                           |                               |         |       |                                                      |         |       |
| Schede bianche                            | Schede bianche                | 2 025   | 1,14  |                                                      |         |       |
| Schede nulle                              | Schede nulle                  | 3 765   | 2,12  |                                                      |         |       |
| Votanti                                   | Votanti                       | 177 912 | 69,07 |                                                      |         |       |
| Elettori                                  | Elettori                      | 257 574 |       |                                                      |         |       |